# Salaverry
Pour l'homme politique péruvien, voir Felipe Santiago Salaverry.
Salaverry est une ville portuaire du Pérou, située dans la Province de Trujillo, région de La Libertad.
Le port a été reconstruit en 1960 par une compagnie britannique, et peut accueillir des navires de fort tonnage.

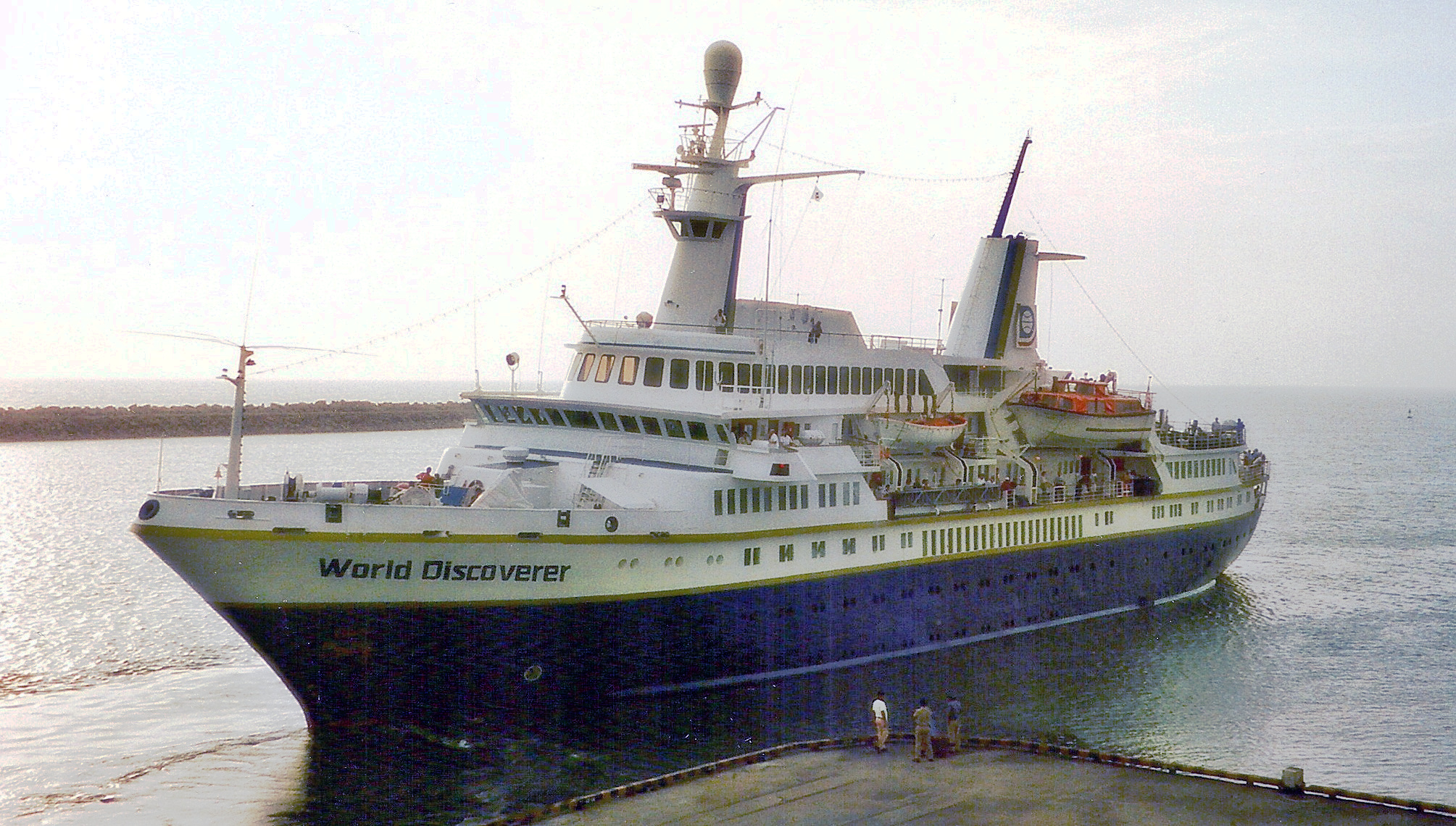
MS World Discoverer à Salaverry